# Apanteles ituriensis
Apanteles ituriensis är en stekelart som beskrevs av De Saeger 1941. Apanteles ituriensis ingår i släktet Apanteles och familjen bracksteklar. Inga underarter finns listade i Catalogue of Life.